# Sirdavidia solannona
Sirdavidia solannona är en växt i familjen kirimojaväxter och placeras som ensam art i släktet Sirdavidia. Arten beskrevs 2015 av Thomas L.P. Couvreur vid Institut de Recherche pour le Développement, Raoul Niangadouma vid Herbier National du Gabon, Bonaventure Sonké vid Université de Yaoundé och Hervé Sauquet vid Université Paris-Sud. 

## Upptäcktshistoria
Trädet upptäcktes på 2010-talet i ett område i nationalparken Monts de Cristal i Gabon. Genetiska undersökningar visade att växten tydligt skiljer sig från andra växter. Det vetenskapliga släktnamnet Sirdavidia hedrar Sir David Attenborough medan artepitet solannona syftar på blommornas likheter med blommor i släktet skattor (Solanum). Senare hittades ett torkat exemplar från västra Kamerun i ett museum.

## Utseende
Trädet når en höjd av 4 till 6 meter, och det har i brösthöjd en stamdiameter av 2 till 4 cm. Det kännetecknas av brun bark med gröna fläckar, och grenarna har främst en svart färg.
Blommorna har röda kronblad kring ett gult centrum. Arten blommar i april och november, och unga 6 mm långa frukter har hittats i november. Inga mogna frukter var kända vid artens beskrivning.

## Ekologi
Sirdavidia solannona ingår i undervegetationen av städsegröna skogar som ligger 300 till 600 meter över havet. Den hittas ofta nära vattendrag.

## Hot och status
Beståndet i nationalparken är inte hotat, men mycket begränsat. I Kamerun har inga fler exemplar upptäckts efter 1970-talet. IUCN listar arten som sårbar (VU).